# Muzeum Orderu Uśmiechu
Muzeum Orderu Uśmiechu, jedynego na świecie odznaczenia przyznawanego dorosłym przez dzieci, znajduje się w Rabce-Zdroju na terenie Rodzinnego Parku Rozrywki „Rabkoland”.

## Historia
Kiedy w 1996 roku Międzynarodowa Kapituła Orderu Uśmiechu postanowiła zwołać I Światowy Zlot Kawalerów Orderu Uśmiechu, na jego miejsce wybrała Rabkę. Rabka, znana jako uzdrowisko dziecięce już od końca XIX wieku, została jednocześnie zgłoszona przez kapitułę do wojewody nowosądeckiego z wnioskiem o nadanie jej tytułu „Miasto Dzieci Świata”. Zlot kawalerów w Rabce odbył się w dniach 1–2 czerwca 1996 roku. Wówczas to, w budynku Górnośląskiego Ośrodka Rehabilitacji przy ulicy Dietla 2, zainaugurowano Muzeum Orderu Uśmiechu. Uroczystego otwarcia dokonała Jolanta Kwaśniewska, żona ówczesnego prezydenta oraz Cezary Leżeński, kanclerz Międzynarodowej Kapituły Orderu Uśmiechu.
Rok później kawalerowie orderu ponownie zjechali do Rabki na swój II światowy zlot. Nieco wcześniej muzeum znalazło swą nową siedzibę w Szkole Podstawowej nr 2 na ul. Sądeckiej. W uroczystościach wziął udział ówczesny premier, Włodzimierz Cimoszewicz. Wiosną 2003 roku, z okazji jubileuszu 35-lecia orderu, muzeum przeniesiono do specjalnie w tym celu wzniesionego drewnianego budynku na terenie Rodzinnego Parku Rozrywki „Rabkoland”. Otwarcia dokonali rzecznik praw dziecka, Paweł Jaros, burmistrz Rabki i kanclerz Międzynarodowej Kapituły Orderu Uśmiechu Cezary Leżeński.

## Ekspozycja muzealna

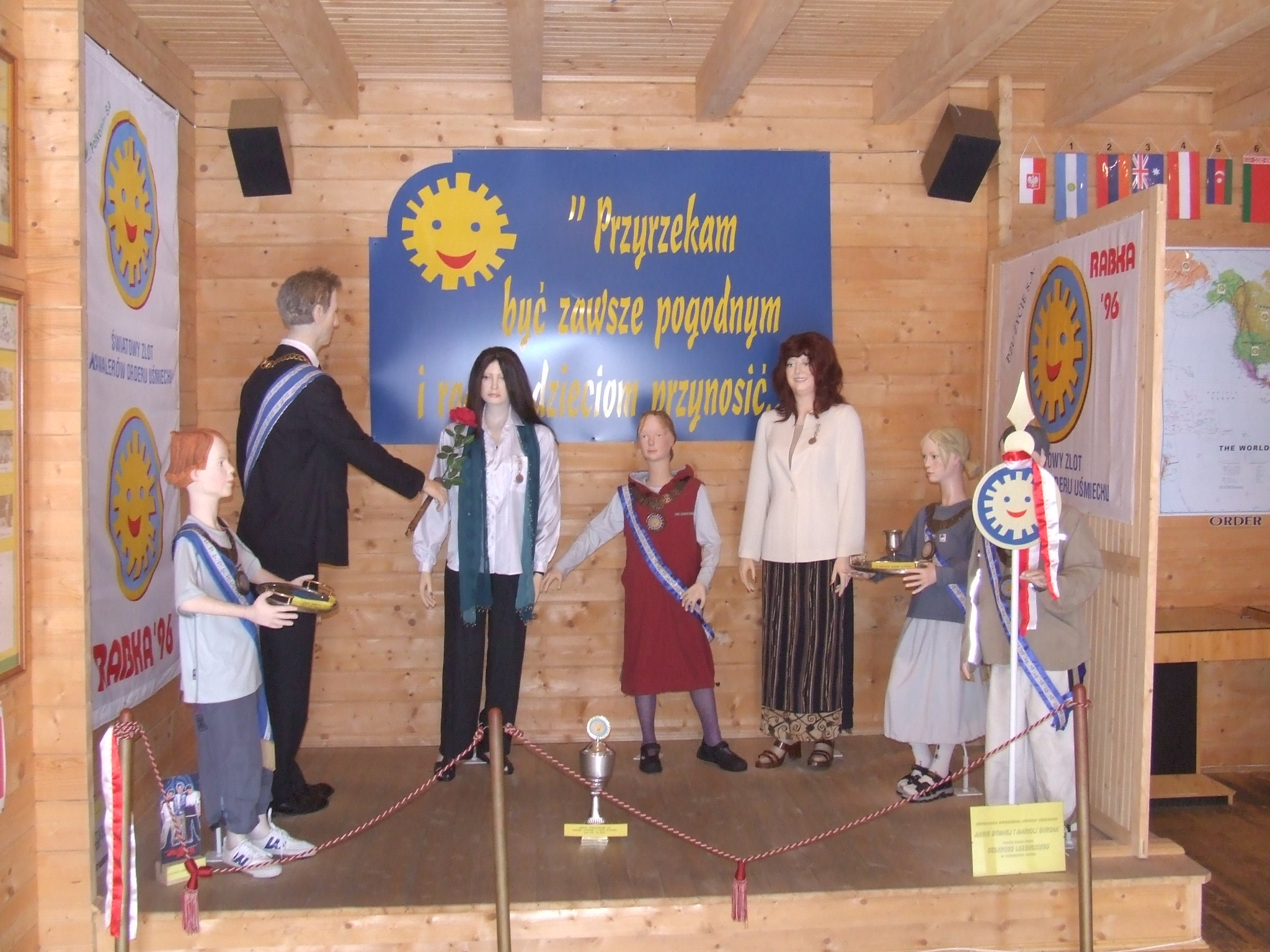
Manekiny przedstawiające ceremonię wręczenia Orderu Uśmiechu Annie Dymnej. Dekoruje kanclerz Cezary Leżeński, asystuje Mariola Burcan.

Atrakcją ekspozycji jest sześć manekinów przekazanych w darze przez pracownię Kuczara Manekiny z Radziszowa. Na kawalera pasowana jest Anna Dymna, obok stoi Mariola Burcan, jeden z ośmiu związanych z Rabką kawalerów. Na ścianie wiszą portrety kanclerzy kapituły: Ewy Szelburg-Zarembiny, Cezarego Leżeńskiego, Radosława Ostrowicza oraz Marka Michalaka. Z mapy możemy się dowiedzieć, z których krajów pochodzą kawalerowie, o czym informuje dodatkowo tablica. Ponadto zgromadzono wiele pamiątek związanych z odznaczonymi osobami.

## Organizacja muzeum
Muzeum opiekuje się Rada Muzeum Orderu Uśmiechu, która jest ciałem społecznym. Przewodniczy radzie Mariola Burcan, Kawaler Orderu Uśmiechu z Rabki.

## Miejsca w Rabce związane z Orderem Uśmiechu
- Obok kawiarni „Zdrojowa” znajduje się pomnik obelisk poświęcony Kawalerom Orderu Uśmiechu (odsłonięty 4 czerwca 1998 roku).
- W pobliżu stadionu sportowego jest plac zabaw im. Orderu Uśmiechu (otwarty 1 czerwca 1997).